# اکشانتاراگولاهالی
اکشانتاراگولاهالی (به انگلیسی: Akshantaragollahalli) یک منطقهٔ مسکونی در هند است که در کارناتاکا واقع شده‌است.